# Franc Šuštar
Franc Šuštar, né le 27 avril 1959 à Ljubljana en Slovénie, est un évêque catholique slovène, évêque titulaire de Ressiana et évêque auxiliaire de Ljubljana.

## Biographie
Franc Šuštar passa son enfance dans une famille de fermiers à Preserje, près de Radomlje. Entre 1974 et 1978, il vécut au petit séminaire de Vipava. Il étudia à la faculté de théologie de Ljubljana puis à l'Université pontificale grégorienne de Rome, où il obtint un doctorat en théologie élémentaire. Il est ordonné prêtre le 29 juin 1985 à Ljubljana. Il effectua premièrement son ministère sacerdotal à la paroisse de Moste puis à celle de Fužine au sein du diocèse de Ljubljana. Il devint pasteur à la paroisse de Grosuplje (1997-2005) et plus tard, curé pour la paroisse Nikolai. De 2007 à 2015, il fut recteur du séminaire de Bogoslovska.
Depuis le 7 février 2015, Franc Šuštar est évêque auxiliaire pour l'archidiocèse de Ljubljana, il est l'actuel évêque titulaire de Ressiana. 